# Deutsche Gesellschaft für angewandte Optik
Die Deutsche Gesellschaft für angewandte Optik (DGaO) wurde 1923 in Berlin gegründet und ist die Fortsetzung der ehemaligen Deutschen Gesellschaft für angewandte Optik, e. V., Berlin. Sie ist am 15. März 1950 unter Nr. 96 (heute VR 660096) im Vereinsregister des Amtsgerichtes Heidenheim an der Brenz eingetragen worden.
Ziel der DGaO ist die gemeinnützige Förderung der angewandten Optik und die gemeinnützige Mitarbeit an der Entwicklung dieser Wissenschaft. Die Gesellschaft vernetzt ehemalige und jetzige wissenschaftliche und technische Vertreter und Interessierte der angewandten Optik und veranstaltet regelmäßig wissenschaftliche Tagungen mit Vorträgen, Posterpräsentationen und Diskussionen.
Die DGaO ist seit 2004 Mitglied in der Europäischen Optischen Gesellschaft (German Branch of the European Optical Society (EOS)) und vertritt dort die Interessen ihrer Mitglieder auf europäischer Ebene.

## Geschichte

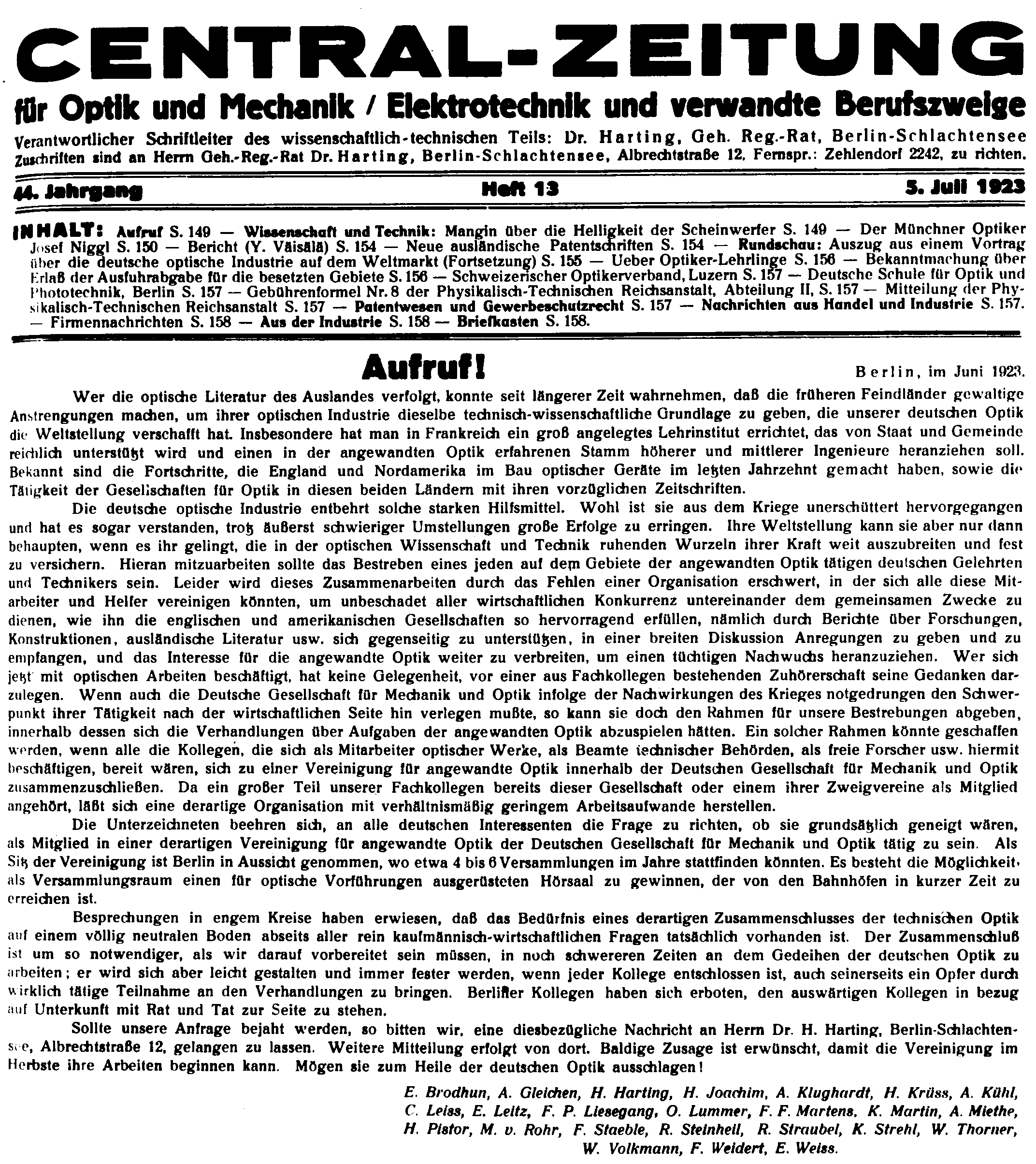
Gründungsaufruf im Juni 1923

Die Geschichte der DGaO beginnt mit einem Aufruf von Johannes Harting zur Gründung einer Deutschen Gesellschaft für angewandte Optik in der Central-Zeitung für Optik und Mechanik/Elektrotechnik und verwandte Berufszweige vom 5. Juli 1923. Nach Eingang von 116 schriftlichen Interessensbekundungen wurde am 30. Oktober 1923 die Deutsche Gesellschaft für angewandte Optik – kurz DGaO – von 54 Fachkollegen aus Hochschulen und Optischer Industrie in Berlin gegründet. Ziel der Vereinigung war es, durch regelmäßig stattfindende Tagungen für einen intensiven Gedanken- und Ideenaustausch unter den Mitgliedern zu sorgen, wobei der engeren Verbindung zwischen Hochschulen und Industrie ein besonderer Stellenwert zukommen sollte. Diesem Anspruch wurde sichtbar dadurch Rechnung getragen, dass in der Folgezeit der Vorstandsvorsitz in regelmäßigen Abständen zwischen Industrie- und Hochschulvertretern wechselte.
In den ersten Jahren nach der Gründung der DGaO fanden bis zu vier Tagungen im Jahr mit einstelliger Anzahl an Vorträgen statt, über die immer viel diskutiert wurde. Zwischen 1942 in Dresden und 1949 in Stuttgart konnten kriegsbedingt keine Tagungen stattfinden, seitdem gibt es eine jährliche Tagung. Die Tagungen 1942 und 1949 erhielten beide die Nummer 50 und erklären zusammen mit den häufigeren Tagungen der Anfangsjahre, dass 2023 auf der 124. Jahrestagung der 100. Gründungstag der DGaO gefeiert wird.
1976 war die DGaO als Trägergesellschaft an der Gründung der Deutschen Arbeitsgemeinschaft für Mustererkennung e.V. (DAGM) beteiligt.

## Zeitschriften
Die Mitteilungen der Gesellschaft wurden ab 1946 in der Zeitschrift Optik. Zeitschrift für das gesamte Gebiet der wissenschaftlichen und angewandten Optik, später umbenannt in Optik. Zeitschrift für Licht- und Elektronenoptik veröffentlicht. Bis zu deren Einstellung im Oktober 2020 erschienen Vereinsmitteilungen dann in der Zeitschrift Photonik des AT-Fachverlages. Seit 2021 ist Photonics Views des Wiley-VCH Verlages Verbandsorgan der DGaO.
Seit 2004 unterhält die Gesellschaft mit den DGaO-Proceedings eine wissenschaftliche Online-Zeitschrift, in der alle Autoren der Jahrestagungen ihre Beiträge veröffentlichen können. Diese sind bei der Deutschen Nationalbibliothek verlinkt und werden seit 2022 automatisch auch dort veröffentlicht.

## Veranstaltungen und Auszeichnungen

### Jahrestagungen
Traditionell finden die Tagungen der DGaO in der Woche nach Pfingsten statt, nur unterbrochen durch die Corona-Pandemie 2020 und 2021. Der Austragungsort wechselt jährlich und wird durch eine wissenschaftliche Einrichtung mit Optikschwerpunkt in Deutschland organisiert. Ein Vertreter dieser Einrichtung übernimmt die Tagungsgeschäftsführung und erstellt mit Unterstützung eines Programmkomitees, dem DGaO-Sekretariat, Vertretern des Vorstandes und zahlreichen lokalen Helfern ein überwiegend zweizügiges Vortragsprogramm, das durch Postersessions und Sonderveranstaltungen (Symposium, Diskussionsrunden) ergänzt wird. In regelmäßigen Abständen finden Tagungen im benachbarten Ausland zusammen mit den jeweiligen Partnergesellschaften statt.
Unverzichtbare Bestandteile jeder Jahrestagung sind ein Networkingevent für alle Teilnehmer („Ausflug“) und die Fraunhofer-Vorlesung mit anschließendem Bankett. Zum Fraunhofer-Vortrag wird ein herausragender Wissenschaftler eingeladen, der sein Fachgebiet besonders spannend und anschaulich einem breiteren Teilnehmerkreis vermittelt. Die Themenschwerpunkte der Tagung wechseln ebenfalls jährlich und der Fraunhofervortrag nimmt in der Regel Bezug auf kürzlich neu gewonnene Erkenntnisse oder verliehene Preise.

### DGaO-Nachwuchspreis
Die Deutsche Gesellschaft für angewandte Optik verleiht jedes Jahr einen Nachwuchspreis für die jeweils beste Dissertation und Masterarbeit (bzw. Diplomarbeit) an einer Hochschule im deutschsprachigen Raum im Bereich der angewandten Optik. Die Gewinner werden zur Jahrestagung eingeladen und erhalten dort die Gelegenheit, ihre Arbeit in Form eines eingeladenen Vortrages zu präsentieren. Neben einem Preisgeld von 1000 € (Doktorarbeit) und 500 € (Masterarbeit) erhalten die Gewinner eine einjährige kostenlose Mitgliedschaft in der DGaO.

#### YoungDGaO / Summer School
Die DGaO fördert junge Wissenschaftler und unterhält dazu eine eigene Nachwuchsorganisation unter dem Namen Young-DGaO. Diese Organisation wird von jungen Mitgliedern der DGaO getragen. Ein Vertreter der Young-DGaO nimmt an den Vorstandssitzungen der DGaO mit Stimmrecht teil. Die DGaO unterstützt ihre Nachwuchsorganisation bei der Organisation und Durchführung einer jährlichen Weiterbildungsveranstaltung für junge Wissenschaftler aus der Optikbranche. Diese wird seit 2019 als Summer School mit Fachvorträgen, Workshops und Exkursionen durchgeführt und dient auch der Vernetzung der jungen Wissenschaftler.

#### Ringvorlesung
Im Sommersemester 2021 fand auf Initiative von Andreas Heinrich vom Zentrum für Optische Technologien der Hochschule Aalen erstmal eine Reihe von Online-Vorlesungen zu Photonikthemen statt. Diese steht Studierenden deutscher Hochschulen offen und wird von einigen Einrichtungen auch mit Studienpunkten (credit points) honoriert. Die Vorlesungen werden von Wissenschaftlern aus Deutschland ehrenamtlich gehalten und richten sich an Masterstudenten und Promovierende. Ab Mitte März 2023 findet die dritte Ringvorlesung statt, die Vorträge werden überwiegend in Englisch gehalten.

## Mitgliedschaft und Organe

### Mitgliedschaft
Jede Person, die sich wissenschaftlich oder technisch mit angewandter Optik und angrenzenden Fachgebieten beschäftigt oder daran interessiert ist, kann persönliches Mitglied der DGaO werden. Firmen, Körperschaften und Personenvereinigungen können korporatives Mitglied werden. Jedes persönliche Mitglied der DGaO ist automatisch auch persönliches Mitglied der European Optical Society. Derzeit hat die Gesellschaft etwa 550 persönliche und knapp 60 korporative Mitglieder. Masterstudenten und Promovierende sind willkommen und zahlen geringere Beiträge für Mitgliedschaft und Tagungsteilnahme.

### Mitgliederversammlung
Einmal jährlich findet eine ordentliche Mitgliederversammlung statt, meist im Rahmen der Jahrestagung. An den Mitgliederversammlungen kann jedes persönliche Mitglied mit Stimmrecht teilnehmen. Korporative Mitglieder üben ihr Stimmrecht durch Bevollmächtigte aus. Die Mitgliederversammlung wählt den Vorstand, entscheidet über den Ort der nächsten Tagung und den Tagungsgeschäftsführer sowie die Schwerpunktthemen der Tagung. Der Mitgliederversammlung obliegt auch die Satzung der Gesellschaft.

### Vorstand
Der Vorstand besteht aus dem Vorsitzenden, seinem Stellvertreter, dem Schriftführer, dem Schatzmeister, dem Delegierten für die EOS und vier Beisitzern. Der Geschäftsführer der nächsten wissenschaftlichen Tagung und ein Vertreter der Young-DGaO nehmen mit Stimmrecht an den Vorstandssitzungen teil. Der Vorsitzende trägt seit 2021 den Titel Präsident, sein Stellvertreter ist PastPresident und war in der Regel vorher Präsident. Die Wahlperiode beträgt 3 Jahre.

### Ehrenmitglieder
Personen, die sich um die angewandte Optik oder speziell um die Gesellschaft verdient gemacht haben, werden von der Mitgliederversammlung zu Ehrenmitgliedern ernannt. Dazu gehörten u. a.
- 1935 Johannes Harting
- 1961 C. August Sonnefeld
- 1968 Ernst Lau
- 1972 Dennis Gábor
- 1999 Rolf Riekher und Adolf W. Lohmann

Aktuelle Ehrenmitglieder sind:
- Hans Tiziani, Professor Emeritus des Instituts für Technische Optik der Universität Stuttgart
- Stefan Hell, Direktor am Max-Planck-Institut für biophysikalische Chemie in Göttingen, Nobelpreis für Chemie 2014

### Weitere bekannte Mitglieder
Unter den früheren und aktuellen Mitgliedern finden sich bekannte Vertreter aus Physik, Optik und Technik wie Otto Schott, Gerd Litfin, Thomas Kreis, Cornelia Denz.

## Liste der Vorsitzenden / Präsidenten
- 1923 Johannes Harting
- 1929 Franz Weidert[6]
- 1933 Johannes Harting
- 1935 August Kühl
- 1942
- 1949 August Kühl
- 1949 Kurt Räntsch
- 1956 Georg Franke
- 1960 Gerhard Hansen
- 1964 Hermann Slevogt
- 1966 Horst Köhler
- 1970 Reinhart Schulze
- 1974 Dierick Kossel
- 1978 Joachim Hertel
- 1980 Hermann Walter
- 1984 Rainer Röhler
- 1988 Werner Schmidt
- 1992 Theo Tschudi
- 1996 Fritz Merkle
- 2000 Richard Kowarschik
- 2004 Rainer Schuhmann
- 2009 Michael Pfeffer[7]
- 2013? Frank Höller
- 2016 Stefan Sinzinger
- 2021 Ricarda Kafka